# Happy End (gruppo musicale)
Gli Happy End (はっぴいえんど?, Happī Endo) sono stati un gruppo musicale folk rock giapponese, attivo dal 1969 al 1972 e costituito da Haruomi Hosono, Takashi Matsumoto, Eiichi Ohtaki e Shigeru Suzuki.
Il sound degli Happy End era considerato pionieristico nel Giappone del tempo ed era spesso accostato dagli ascoltatori e dalla critica all'avanguardia. La band è considerata uno dei fenomeni artistici più influenti della musica giapponese. MTV descrisse la sua musica come un "rock con macchie psichedeliche ai bordi."

## Storia del gruppo

### Carriera
Nell'ottobre del 1969, Haruomi Hosono e Takashi Matsumoto formarono un gruppo chiamato Blue Valentine (ヴァレンタイン・ブルー?), nato dalle ceneri dell'appena scioltasi band di rock psichedelico Apryl Fool. A marzo dell'anno successivo, Hosono, Matsumoto e Shigeru Suzuki contribuirono all'album di Kenji Endo Niyago e da quel momento cambiarono il loro nome in Happy End, divenendo il complesso di supporto di Nobuyasu Okabayashi, suonando nel suo album Miru Mae ni Tobe. Un mese dopo, cominciarono a registrare la propria musica.
Nell'agosto 1970 uscì il debutto omonimo (scritto in giapponese come はっぴいえんど?), per l'etichetta sperimentale URC (Underground Record Club), e rappresentò un punto di svolta nella storia della musica nipponica e fece esplodere quella che è nota come la "Controversia del rock in lingua giapponese" (日本語ロック論争?, Nihongo Rokku Ronsō). Ci furono dibattiti molto pubblicizzati tenuti tra alcune figure di spicco dell'industria del rock giapponese, in particolare gli Happy End e Yuya Uchida, ruotanti attorno all'idea che la musica rock cantata interamente in giapponese fosse sostenibile. In precedenza infatti, quasi tutta la musica di quel genere in Giappone veniva cantata in inglese. Il successo dell'album di debutto del gruppo e del loro secondo, Kazemachi Roman pubblicato un anno dopo, dimostrarono la tesi che un rock in lingua nazionale fosse possibile.
Il terzo lavoro in studio, sempre omonimo (ma questa volta con il titolo scritto in alfabeto latino), segnò l'ingresso del gruppo alla King Records e fu registrato a Los Angeles con la produzione di Van Dyke Parks. Sebbene Hosono descrisse a posteriori il rapporto con Parks "produttivo" le sessioni furono tediose e i componenti presto persero la loro visione idilliaca dell'America, che avevano in madrepatria. Era anche evidente una barriera linguistica, che si accompagnava all'opposizione tra il personale dello studio di Los Angeles e gli Happy End, il che frustrò ulteriormente il gruppo. Tutte queste impressioni confluirono nella canzone di chiusura Sayonara America, Sayonara Nippon, co-eseguita da Parks (che contribuì anche in fase di scrittura) e dal chitarrista dei Little Feat Lowell George. Matsumoto spiegò: "Avevamo già rinunciato al Giappone e con [quella canzone] stavamo salutando anche l'America: non saremmo appartenuti a nessun posto." Sebbene la band si fosse sciolta il 31 dicembre 1972, l'album uscì solo a febbraio 1973. L'ultimo concerto si tenne il 21 settembre di quell'anno, intitolato City -Last Time Around, e poi pubblicato come Live Happy End nel 1974.

### Post-Happy End
Dopo la rottura, tutti e quattro i membri continuarono a lavorare insieme, contribuendo l'uno agli album e ai progetti solisti dell'altro. Hosono e Suzuki formarono i Tin Pan Alley con Masataka Matsutoya, prima che Hosono iniziasse il pionieristico gruppo di musica elettronica Yellow Magic Orchestra (con Ryūichi Sakamoto e Yukihiro Takahashi) e Suzuki continuasse a lavorare come chitarrista e musicista solista. Matsumoto divenne uno dei parolieri di maggior successo nel paese e Ohtaki lavorò come cantautore e artista solista, pubblicando uno degli album più venduti e acclamati dalla critica in Giappone, A Long Vacation nel 1981. Si riunirono come Happy End per un'esibizione una tantum al concerto  International Youth Anniversary All Together Now  ( 国際 青年 年 記念 ALL TOGETHER NOW?) il 15 giugno 1985, che venne pubblicato come album dal vivo The Happy End più tardi nello stesso anno.
Nel 2002 uscì Happy End Parade ~Tribute to Happy End~, composto da cover di differenti artisti di canzoni del gruppo. Hosono venne coinvolto nella scelta degli ospiti e nella realizzazione della cover di Kicell di Shin Shin Shin, Matsumoto si occupò della copertina e del titolo e Suzuki partecipò nella re-interpretazione di Hana Ichi Monme di Yōichi Aoyama. Nel 2003, il pezzo Kaze wo Atsumete apparve nel film di Sofia Coppola Lost in Translation - L'amore tradotto.
Eiichi Ohtaki morì il 30 dicembre 2013 per una dissecazione a 65 anni. Per l'album di tributo del 2015 Kazemachi de Aimashō, atto a commemorare i 45 anni di carriera di Matsumoto, questi, Hosono e Suzuki registrarono un brano degli Happy End scritto ma ancora inedito, Shūu no Machi (驟雨の街?). Per lo stesso anniversario venne organizzato un concerto in due giorni al Tokyo International Forum il 21 e 22 agosto 2015, che vide salire sul palco anche numerosi ospiti. Matsumoto, Hosono e Suzuki aprirono entrambe le giornate con Natsu Nandesu e Hana Ichi Monme, immediatamente seguito da Haikara Hakuchi con Motoharu Sano, e le chiusero con Shūu no Machi e Kaze wo Atsumete, con un grande stuolo di artisti.

## Influenza culturale
Happy End sono considerati il primo gruppo rock giapponese. Secondo il critico Ian Martin, furono in grado di sviluppare un caratteristico stile di composizione Nel 2012, Michael K. Bourdaghs scrisse: “Per Matsumoto, la lingua giapponese era soprattutto una fonte di materia prima da utilizzare nella sperimentazione. [...] Per gli Happy End, la lingua giapponese non funzionava come un ricettacolo di tradizioni o identità ma come una lingua alienata e alienante - una fonte di rumore.” Il cantautore Sachiko Kanenobu aggiunse che "avevano un modo di scrivere poetico che non era mai stato parte della musica rock giapponese prima di allora".
Inoltre gli Happy End sono indicati come la radice del "J-pop", che ogni membro continuò poi a frequentare anche dopo lo scioglimento, e progenitori dello stile "City pop".
Nel 2003, vennero posizionati da HMV Japan al quarto posto della classifica dei 100 più importanti artisti pop giapponesi di sempre on their list of the 100 most important Japanese pop acts. Ohtaki e Hosono compaiono anche come solisti, rispettivamente alla nona e quarantaquattresima posizione, e ancora Hosono secondo come membro degli Yellow Magic Orchestra. Nel settembre 2007, Rolling Stone Japan mise l'album Kazemachi Roman in vetta alla lista delle opere rock nipponiche migliori di sempre. Fu anche inserito al numero 15 della classifica della Tower Records dei 54 album rock giapponesi considerati degli standard.
L'influenza che gli Happy End ebbero nella cultura del loro Paese spinse a considerarli i "Beatles nipponici".

## Formazione
- Haruomi Hosono (細野晴臣?) – basso elettrico, voce, tastiera elettronica, chitarra
- Eiichi Ohtaki (大瀧詠一?) – chitarra, voce
- Shigeru Suzuki (鈴木茂?) – chitarra, voce
- Takashi Matsumoto (松本隆?) – batteria

## Discografia

### Album in studio
- 1970 - Happy End (はっぴいえんど?, Happī Endo)
- 1971 - Kazemachi Roman (風街ろまん?)
- 1973 - Happy End

### Live
- 1974 - Live Happy End (ライブ・はっぴいえんど?, Raibu Happī Endo, registrato il 21 settembre 1973)
- 1985 - The Happy End (registrato il 15 giugno 1985)
- 1986 - Happy End Greeeatest Live! On Stage (はっぴいえんど GREEEATEST LIVE! ON STAGE? registrato il 12 aprile 1970 e 14 aprile e 7 agosto 1971)
- 1989 - Happy End Live On Stage (はっぴいえんど LIVE ON STAGE? registrato il 9 agosto 1970 e il 21 agosto, 14 aprile e 7 agosto 1971)

### Antologie
- 1973 - City - Happy End Best Album (CITY／はっぴいえんどベスト・アルバム?, Shiti/Happī Endo Besuto Arubamu)
- 1974 - Singles (シングルス?, Shingurusu)
- 1993 - Happy End (はっぴいえんど〜HAPPY END? box set)
- 2004 - Happy End Box (はっぴいえんどBOX?, Happī Endo Box, box set)
- 2014 - Happy End Masterpiece (はっぴいえんどマスターピース?, Happī Endo Masutāpīsu, box set)

### Singoli
- 1971 - "Juuni Gatsu no Ame no hi" (１２月の雨の日?)
- 1971 - "Hana Ichi Monme" (花いちもんめ?)
- 1973 - "Sayonara America, Sayonara Nippon" (さよならアメリカさよならニッポン?)
- 1999 - "Ashita Tenki ni Naare" (あしたてんきになあれ?)